# Antoine et Sébastien
Pour plus de détails, voir Fiche technique et Distribution.
Antoine et Sébastien est un film français de Jean-Marie Périer sorti en 1974.

## Synopsis
Antoine, un sexagénaire plein d'activités, se prend d'affection pour le jeune Sébastien. Il aimerait que celui-ci devienne l'époux de sa fille Nathalie, qui est amoureuse d'un Américain.

## Fiche technique
- Réalisation : Jean-Marie Périer
- Scénario : Jean-Marie Périer, Fernand Pluot et Monique Lange
- Photographie : Yves Lafaye
- Musique : Jacques Dutronc et François Rauber
- Orchestration : Claude Luter
- Montage : Claude Barrois
- Son : Paul Lainé
- Photographe de plateau : Alain Fonteray
- Production : Michèle de Broca et Salvatore Argento
- Année : 1974
- Genre : comédie dramatique
- Durée : 95 min
- Pays de production :  France
- Date de sortie le 16 janvier 1974

## Distribution
- François Périer : Antoine
- Jacques Dutronc : Sébastien
- Ottavia Piccolo : Nathalie
- Keith Carradine : John
- Marisa Pavan : Mathilde
- Marie Dubois : Corinne
- Pierre Tornade : Max
- Jacques François : le capitaine
- Hadi Kalafate : Gamelle
- Jean Michaud : l'éditeur
- Olivier Hussenot : Géraldi
- Francine Custer : Jérichote
- Robert Deslandes : Raymond
- Oreste Lionello : Ledieu
- Anne-Marie Gilberdy : la mariée